# Silene virginica
Espèce
Classification phylogénétique
Silene virginica, le silène de Virginie, est une espèce de plante à fleur de la famille des Caryophyllaceae.
Elle est connue pour ses fleurs d'un rouge éclatant. Chaque fleur mesure environ cinq centimètres de diamètre et est composée de cinq pétales crantés rouges qui s'étendent sur un long tube. Il s'agit d'une plante vivace de courte durée de vie (2-3 ans), de petite taille (20 à 80 cm de hauteur) et avec des feuilles en forme de lance. Ses tiges et la base des fleurs sont couvertes de poils courts et collants. Le silène de Virginie commence à fleurir à la fin du printemps et pendant l'été. Il est parfois cultivé dans les jardins ombragés et rocailleux de fleurs sauvages.

## Écologie
Le silène de Virginie pousse dans les forêts caducifoliées ouvertes et rocheuses de l'est de l'Amérique du Nord, jusqu'au sud de l'Ontario. Il est considéré comme une espèce protégée dans les États du Wisconsin et de Floride, et comme une espèce menacée dans le Michigan.
Le colibri à gorge rubis est le principal pollinisateur de Silene virginica, attiré par les fleurs aux pétales rouge vif et par son nectar sucré.

## Variétés
Il existe deux variétés connues de silène de Virginie :
- Silene virginica var. virginica
- Silene virginica var. robusta[4], une variété endémique de Virginie-Occidentale.